# Milford (Delaware)
Milford is een plaats (city) in de Amerikaanse staat Delaware, en valt bestuurlijk gezien onder Kent County en Sussex County.

## Demografie
Bij de volkstelling in 2000 werd het aantal inwoners vastgesteld op 6732. In 2006 is het aantal inwoners door het United States Census Bureau geschat op 7852, een stijging van 1120 (16,6%).

## Geografie
Volgens het United States Census Bureau beslaat de plaats een oppervlakte van 14,6 km², waarvan 14,4 km² land en 0,2 km² water. Milford ligt op ongeveer 11 m boven zeeniveau.

## Plaatsen in de nabije omgeving
De onderstaande figuur toont nabijgelegen plaatsen in een straal van 16 km rond Milford.